# Sete Lagos (Chile)
Os sete lagos (espanhol: Siete Lagos) são um grupo dos lagos que pertencem à mesma bacia de drenagem que começa no lago Lácar e termina na baía do Corral.
Todos os sete lagos estão localizados, pelo menos em parte, na comuna de Panguipulli, que promove o turismo na região. A área é cercada por quatro vulcões, Villarrica, Quetrupillán, Lanín e Mocho-Choshuenco. Devido à atividade geotérmica existem várias fontes termais na zona, incluindo a Liquiñe.
Os sete lagos são:
- Lago Panguipulli
- Lago Calafquén
- Lago Pirihueico
- Lago Riñihue
- Lago Neltume
- Lago Pellaifa
- Lago Pullinque